# The Way It Is
The Way It Is – debiutancki album Bruce'a Hornsby'ego z zespołem The Range wydany 1 kwietnia 1986. Głównie dzięki tytułowemu utworowi "The Way It Is" album otrzymał status multiplatynowego, co znacznie pomogło grupie w zdobyciu nagrody Grammy w kategorii Best New Artist. Sporym powodzeniem cieszyły się również dwa inne utwory wydane na singlach: "Mandolin Rain" i "Every Little Kiss" (we wstępie którego wykorzystano fragment "II Sonaty fortepianowej" Charlesa Ivesa). W nagraniu "Down The Road Tonight" pojawił się kolega Bruce'a Hornsby – Huey Lewis, który pomógł również w wyprodukowaniu nagrań "The Long Race" i "The River Runs Low".

## Lista utworów
Wszystkie utwory napisał Bruce Hornsby oraz John Hornsby (wyłączając oznaczone).
1. "On The Western Skyline" 4:43
2. "Every Little Kiss" (Bruce Hornsby) 5:49
3. "Mandolin Rain" 5:19
4. "The Long Race" 4:26
5. "The Way It Is" (Bruce Hornsby) 4:58
6. "Down The Road Tonight" 4:26
7. "The Wild Frontier" 4:04
8. "The River Runs Low" 4:28
9. "The Red Plains" 5:01

## Muzycy
- Bruce Hornsby
- David Mansfield
- George Marinelli
- Joe Puerta
- John Molo

gościnnie:
- Huey Lewis
- John Gilutin
- Sean Hopper